# Minions: The Rise of Gru
Minions: The Rise of Gru  (Nederlands: Minions: Hoe Gru superschurk werd), ook bekend als Minions 2, is een Amerikaanse computeranimatiefilm uit 2022, geregisseerd door Kyle Balda met Brad Ableson en Jonathan del Val als co-regisseurs. De film is geproduceerd door Illumination en wordt gedistribueerd door Universal Pictures. De film werd in januari 2017 aangekondigd door Illumination en is het vervolg op Minions (2015) en is daarmee het vijfde onderdeel in de Despicable Me-franchise.

## Verhaal
De film speelt zich af net na de gebeurtenissen van de eerste film, dit keer in de jaren 70. Gru groeit als 12-jarige jongen op in de buitenwijken van een stad. Gru is een fan van een team superschurken dat bekend staat als "de Wrede 6" en smeedt een plan om kwaadaardig genoeg te worden om zich bij hen aan te sluiten. Wanneer de Wrede 6 hun leider, de legendarische vechter Wild Knuckles, afzetten, poogt Gru om hun nieuwste lid te worden.
Het gaat niet goed, en de situatie wordt alleen maar erger nadat Gru met de hulp van Kevin, Stuart, Bob, Otto en de andere Minions een kostbare steen van hen steelt en plotseling de aartsvijand van het toppunt van het kwaad wordt. Op de vlucht voor de Wrede 6 ontdekken Gru en de Minions dat ze hulp vanuit een onverwachte hoek krijgen, van Wild Knuckles zelf.

## Stemverdeling
| Personage                                        | Engelse stem                                         | Nederlandse stem     |
| ------------------------------------------------ | ---------------------------------------------------- | -------------------- |
| Gru                                              | Steve Carell                                         | Jon van Eerd         |
| Kevin, Stuart, Bob, Otto en de rest v.d. Minions | Pierre Coffin                                        | Pierre Coffin        |
| Wild Knuckles                                    | Alan Arkin                                           | Raymond Thiry        |
| Belle Bottom (de leider van The Vicious 6)       | Taraji P. Henson                                     | Edsilia Rombley      |
| Master Chow                                      | Michelle Yeoh                                        | Patty Brard          |
| Marlena (Gru's Mom) (Gru's moeder)               | Julie Andrews                                        | Trudy Labij          |
| Nefario                                          | Russell Brand                                        | Javier Guzman        |
| Jean-Clawed                                      | Jean-Claude Van Damme                                | Edwin Jonker         |
| Svengeance (een lid van The Vicious 6)           | Dolph Lundgren                                       | Dennis van der Geest |
| Stronghold (een lid van The Vicious 6)           | Danny Trejo                                          |                      |
| Nun-Chuck (een non en een lid van The Vicious 6) | Lucy Lawless                                         | Nienke Plas          |
| Handlangers                                      | Jimmy O. Yang Kevin Michael Richardson John DiMaggio | Murth Mossel         |
| Motorrijder                                      | RZA                                                  |                      |
| VNC Aankondiger / Guru Rick                      | Michael Beattle                                      |                      |
| Mr. Perkins                                      | Will Arnett                                          | Ernst Daniël Smid    |
| Silas Ramsbottom                                 | Steve Coogan                                         |                      |
| Gru's Leraar                                     | Colette Whitaker                                     |                      |
| Birthday Kid                                     | Raymond S. Persi                                     |                      |

De overige stemmen zijn onder andere ingesproken door Tony Anselmo, Kyle Balda, Bob Bergen, JP Karliak, Dawnn Lewis, Mindy Sterling, Fred Tatasciore en Debra Wilson.

De overige stemmen in de Nederlandse versie werden ingesproken door Levi van Kempen, André Dongelmans en Frenky-Dean Stjeward. 